# Liste von Flughäfen und Flugplätzen in Finnland
In Finnland gibt es derzeit 24 Flughäfen. Der größte Teil davon (20) wird von Finavia betrieben. Die Flughäfen Lappeenranta und Enontekiö befinden sich im Besitz der jeweiligen Kommune. Die Flughäfen Mikkeli und Seinäjoki werden derzeit (April 2022) nicht für regulären Linienverkehr genutzt. Neben den Flughäfen gibt es eine Vielzahl von Flugplätzen, die nicht als Flughafen klassifiziert sind.

## Flughäfen

### Zivilflughäfen
Die folgenden Flughäfen werden in erster Linie zivil genutzt und weisen aber, falls gekennzeichnet, regelmäßige militärische Nutzung auf:
| Flughafen                     | Ort                          | IATA-Code | ICAO-Code | Passagiere 2004 | Passagiere 2014 | Passagiere 2024 | Nutzung         | Betreiber                                      |
| ----------------------------- | ---------------------------- | --------- | --------- | --------------- | --------------- | --------------- | --------------- | ---------------------------------------------- |
| Flughafen Enontekiö           | Enontekiö                    | ENF       | EFET      | 16.082          | 19.468          | keine Daten     | Zivil           | Gemeinde Enontekiö (seit 2021, vorher Finavia) |
| Flughafen Helsinki-Vantaa     | Vantaa                       | HEL       | EFHK      | 10.729.946      | 15.948.838      | 16.308.816      | Zivil           | Finavia                                        |
| Flughafen Ivalo               | Inari                        | IVL       | EFIV      | 154.067         | 142.719         | 249.319         | Zivil           | Finavia                                        |
| Flughafen Joensuu             | Liperi                       | JOE       | EFJO      | 163.835         | 138.219         | 39.956          | Zivil           | Finavia                                        |
| Flughafen Jyväskylä           | Tikkakoski                   | JYV       | EFJY      | 152.752         | 55.706          | 30.779          | Zivil / Militär | Finavia                                        |
| Flughafen Kajaani             | Kajaani                      | KAJ       | EFKI      | 104.086         | 71.854          | 39.761          | Zivil           | Finavia                                        |
| Flughafen Kemi-Tornio         | Kemi                         | KEM       | EFKE      | 104.052         | 59.040          | 32.844          | Zivil           | Finavia                                        |
| Flughafen Kittilä             | Kittilä                      | KTT       | EFKT      | 238.963         | 234.733         | 412.304         | Zivil           | Finavia                                        |
| Flughafen Kokkola-Pietarsaari | Kronoby, (Kokkola/Jakobstad) | KOK       | EFKK      | 99.189          | 68.669          | 30.779          | Zivil           | Finavia                                        |
| Flughafen Kuopio              | Siilinjärvi                  | KUO       | EFKU      | 288.963         | 260.364         | 132.264         | Zivil / Militär | Finavia                                        |
| Flughafen Kuusamo             | Kuusamo                      | KAO       | EFKS      | 101.873         | 73.432          | 126.313         | Zivil           | Finavia                                        |
| Flughafen Lappeenranta        | Lappeenranta                 | LPP       | EFLP      | keine Daten     | keine Daten     | keine Daten     | Zivil           | Stadt Lappeenranta                             |
| Flughafen Mariehamn           | Mariehamn                    | MHQ       | EFMA      | 58.354          | 52.097          | 39.569          | Zivil           | Finavia                                        |
| Flughafen Mikkeli             | Mikkeli                      | MIK       | EFMI      | keine Daten     | keine Daten     | keine Daten     | Zivil / Militär | Stadt Mikkeli                                  |
| Flughafen Oulu                | Oulu                         | OUL       | EFOU      | 772.331         | 960.547         | 579.862         | Zivil           | Finavia                                        |
| Flughafen Pori                | Pori                         | POR       | EFPO      | 57.040          | 24.983          | 12.482          | Zivil           | Finavia                                        |
| Flughafen Rovaniemi           | Rovaniemi                    | RVN       | EFRO      | 394.550         | 444.561         | 948.151         | Zivil / Militär | Finavia                                        |
| Flughafen Savonlinna          | Savonlinna                   | SVL       | EFSA      | 31.454          | 10.458          | 7.113           | Zivil           | Finavia                                        |
| Flughafen Seinäjoki           | Ilmajoki                     | SJY       | EFSI      | keine Daten     | keine Daten     | keine Daten     | Zivil           | Seinäjoen lentoasema Oy                        |
| Flughafen Tampere-Pirkkala    | Pirkkala                     | TMP       | EFTP      | 495.892         | 412.609         | 161.747         | Zivil / Militär | Finavia                                        |
| Flughafen Turku               | Turku                        | TKU       | EFTU      | 321.134         | 297.858         | 255.014         | Zivil           | Finavia                                        |
| Flughafen Vaasa               | Vaasa                        | VAA       | EFVA      | 261.316         | 325.886         | 177.592         | Zivil           | Finavia                                        |

### Militärflugplätze
Folgende Flugplätze sind in erster Linie Militärflugplätze, ihre zivile Nutzung ist beschränkt:
| Flughafen                 | Ort      | IATA-Code | ICAO-Code | Betreiber |
| ------------------------- | -------- | --------- | --------- | --------- |
| Flughafen Halli Kuorevesi | Jämsä    | KEV       | EFHA      | Finavia   |
| Flughafen Utti            | Valkeala | UTI       | EFUT      | Finavia   |

### Autobahn-Behelfsflugplatz
Autobahn-Behelfsflugplätze sind Landeplätze, die nicht als regelmäßig genutzte Flugplätze ausgelegt sind und nur in Notfällen oder bei militärischen Einsätzen verwendet werden.
- Notlandeplatz Lusi
- Notlandeplatz Hiirola
- Notlandeplatz Virttaa

## Sonstige Flugplätze
Die folgende Liste enthält weitere Flugplätze, die keine Flughäfen sind:
- Flugplatz Aavahelukka (EFAA)
- Flugplatz Ahmosuo (EFAH)
- Flugplatz Alavus (EFAL)
- Flugplatz Eura (EFEU)
- Privatflugplatz Forssa (EFFO)
- Flugplatz Genböle (EFGE)
- Flugplatz Haapajärvi (EFHJ)
- Flugplatz Haapavesi (EFHP)
- Flugplatz Hailuoto (EFHL)
- Flugplatz Hanko (EFHN)
- Flugplatz Hyvinkää (HYV/EFHV)
- Flugplatz Hämeenkyrö (EFHM)
- Flugplatz Iisalmi (EFII)
- Flugplatz Immola (EFIM)
- Flugplatz Jäkäläpää (EFJP)
- Flugplatz Jämijärvi (EFJM)
- Flugplatz Kalajoki (EFKO)
- Flugplatz Kannus (EFKN)
- Flugplatz Kauhajoki (KHJ/EFKJ)
- Flugplatz Kauhava (KAU/EFKA)
- Flugplatz Kemijärvi (EFKM)
- Flugplatz Kiikkala (EFIK)
- Flugplatz Kitee (KTQ/EFIT)
- Flugplatz Kiuruvesi (EFRV)
- Flugplatz Kivijärvi (EFKV)
- Flugplatz Kuhmo (EFKH)
- Flugplatz Kumlinge (EFKG)
- Flugplatz Kymi (EFKY)
- Flugplatz Kärsämäki (EFKR)
- Flugplatz Lahti-Vesivehmaa (EFLA)
- Flugplatz Lapinlahti (EFLL)
- Flugplatz Lieksa-Nurmes (EFLN)
- Flugplatz Martiniiskonpalo (EFMP)
- Flugplatz Menkijärvi (EFME)
- Flugplatz Mäntsälä (EFMN)
- Flugplatz Nummela (EFNU)
- Flugplatz Oripää (EFOP)
- Flugplatz Pieksämäki (EFPK)
- Flugplatz Piikajärvi (EFPI)
- Flugplatz Pokka (EFPA)
- Flugplatz Pudasjärvi (EFPU)
- Flugplatz Punkaharju (EFPN)
- Flugplatz Pyhäsalmi (EFPY)
- Flugplatz Raahe-Pattijoki (EFRH)
- Flugplatz Rantasalmi (EFRN)
- Flugplatz Ranua (EFRU)
- Flugplatz Rautavaara (EFRA)
- Flugplatz Räyskälä (EFRY)
- Flugplatz Savikko (EFNS)
- Flugplatz Selänpää (EFSE)
- Flugplatz Sodankylä (SOT/EFSO)
- Flugplatz Sulkaharju (EFVT)
- Flugplatz Suomussalmi (EFSU)
- Flugplatz Teisko (EFTS)
- Flugplatz Torbacka (EFTO)
- Flugplatz Vaala (EFVL)
- Flugplatz Vampula (EFVP)
- Flugplatz Varkaus (VRK/EFVR)
- Flugplatz Viitasaari (EFVI)
- Flugplatz Vuotso (EFVU)
- Flugplatz Wredeby (EFWB)
- Flugplatz Ylivieska (YLI/EFYL)